# Orrin Hatch
Orrin Grant Hatch (Pittsburgh, 22 marzo 1934 – Salt Lake City, 23 aprile 2022) è stato un politico, avvocato e religioso statunitense, senatore per lo stato dello Utah dal 1977 al 2019.

## Biografia
Nato da genitori di origini inglesi nello stato della Pennsylvania, Hatch si trasferì nello Utah per studiare alla Brigham Young University. Entrambi i suoi genitori erano cresciuti nello Utah e allevarono Orrin come membro della Chiesa di Gesù Cristo dei santi degli ultimi giorni (vale a dire, la chiesa dei Mormoni). Da giovane Hatch servì come volontario mormone e fu molto attivo nell'ambito religioso, tanto da essere nominato vescovo.
Conseguì un Bachelor of Arts in storia e uno Juris Doctor legge. Hatch lavorò quindi come avvocato finché entrò in politica come membro del Partito Repubblicano. Nel 1976 fu eletto al Senato, sconfiggendo il democratico in carica da diciotto anni Frank Moss. Da allora venne rieletto sei volte al Senato (negli anni 1982, 1988, 1994, 2000, 2006, 2012). Nel 2000 si candidò anche alle elezioni primarie repubblicane, venendo però sconfitto da George W. Bush.
L'ideologia politica di Hatch era considerata vicina al conservatorismo, anche se a volte egli espresse posizioni lontane da quelle degli altri repubblicani, ad esempio schierandosi a favore della ricerca sulle cellule staminali. 
Insieme al senatore statunitense Ron Wyden, si oppose apertamente al progetto sulla web tax proveniente dall'Unione Europea, ritenendo come la disciplina fosse stata appositamente designata per discriminare le grandi imprese high-tech statunitensi.
Hatch fu dal 6 gennaio 2015 al 3 gennaio 2019 Presidente pro tempore del Senato degli Stati Uniti d'America sotto le amministrazioni Obama e Trump; fu di conseguenza in quel lasso di tempo un membro della linea di successione presidenziale degli Stati Uniti d'America. Nel 2018 propose una legge federale per la regolamentazione del settore delle scommesse negli Stati Uniti. Decise di non ricandidarsi per il settimo mandato terminando dunuqe la sua carriera da senatore dopo 42 anni ininterrotti.
È morto il 23 aprile 2022 a Salt Lake City a causa delle complicazioni di un ictus che l'aveva colpito la settimana prima.

## Vita privata
Sposò Elaine Hansen nel 1957. Aveva sei figli.